# Soraya Yanine
 Soraya Yanine Montoya (Bogotá, 1977) es una comunicadora social, periodista y reportera colombiana. Experta en Comunicación Estratégica y manejo de crisis. Estudió comunicación social en la Universidad Sergio Arboleda de Bogotá. Empezó su carrera periodística en el noticiero de televisión TV-HOY donde se desempeñó como reportera, hizo parte de la redacción del Noticiero de las 7, trabajó en el noticiero de RCN Televisión donde llegó a ser subdirectora, directora de la unidad investigativa y gerente de proyectos especiales. Se desempeñó como directora de los programas La Mañana y La Tarde de NTN24, el canal internacional de noticias también de RCN Televisión, y es presentadora de informativos.
Soraya Yanine cuenta con una amplia experiencia como consultora internacional en comunicación estratégica.  Fue Consejera Presidencial de Información y Prensa 2021-2022, cuenta con una larga trayectoria como reportera en Colombia y en coberturas internacionales. 
Empezó como reportera de orden público donde tuvo la oportunidad de cubrir de primera mano el conflicto colombiano, tomas guerrilleras a poblaciones, masacres paramilitares, operaciones militares, operativos de búsqueda y el desmantelamiento de los capos del Cartel de Cali, el proceso de paz con las Fuerzas Armadas revolucionarias de Colombia FARC, el fin de la zona de distensión en Colombia y decenas de hechos de actualidad de ese país.
En su carrera periodística Soraya Yanine se desempeñó como directora de la Unidad Investigativa de Noticias RCN donde destapó varios escándalos de corrupción y Gerente de Proyectos especiales de responsabilidad social como “Hazañas Maestras” y “Valientes”.
La reportera fue víctima de amenazas a causa de su ejercicio como periodista. Se destacan reportajes y entrevistas a nivel internacional como el proceso de paz entre palestinos e israelíes con entrevistas especiales al líder de la autoridad Palestina Yaser Arafat y el primer ministro Shimon Peres. Cubrió tragedias naturales como el devastador terremoto de Haití donde cerca de 200 mil personas murieron. Yanine también ha entrevistado líderes de opinión como el presidente de México Felipe Calderón Hinojosa, el expresidente Vicente Fox, el secretario de comercio de Estados Unidos Carlos M. Gutiérrez y el expresidente de Estados Unidos, Bill Clinton.